# Torneo Sub-20 de la Concacaf 1988
El Torneo Sub-20 de la CONCACAF 1988 fue el torneo clasificatorio de la región rumbo a la Copa Mundial de Fútbol Sub-20 de 1989 y contó con la participación de 10 equipos de Norteamérica, Centroamérica y el Caribe. Fue la primera edición que contó con una fase eliminatoria, ese torneo fue celebrado en la Ciudad de Mazatenango.
Costa Rica fue el vencedor del torneo tras ser la selección que hizo más puntos en la fase final disputada en Guatemala, ganando el título por primera vez.

## Eliminatoria
| Equipo 1 | Agr. | Equipo 2   | Ida | Vuelta |
| -------- | ---- | ---------- | --- | ------ |
| Honduras | 2–5  | Costa Rica | 1–2 | 1–3    |

## Participantes
| Región                   | Participante(s)                                               |
| ------------------------ | ------------------------------------------------------------- |
| Caribe (CFU)             | Bermudas Cuba Jamaica Antillas Neerlandesas Trinidad y Tobago |
| América Central (UNCAF)  | Costa Rica Guatemala (anfitrión)                              |
| América del Norte (NAFU) | Canadá México Estados Unidos                                  |

## Primera ronda

### Grupo 1
| País              | J | G | E | P | GF | GC | GD | Pts |
| ----------------- | - | - | - | - | -- | -- | -- | --- |
| Costa Rica        | 4 | 3 | 1 | 0 | 9  | 2  | +7 | 7   |
| Estados Unidos    | 4 | 3 | 0 | 1 | 7  | 3  | +4 | 6   |
| Trinidad y Tobago | 4 | 2 | 1 | 1 | 10 | 6  | +4 | 5   |
| Guatemala         | 4 | 1 | 0 | 3 | 3  | 9  | –6 | 2   |
| Jamaica           | 4 | 0 | 0 | 4 | 1  | 10 | –9 | 0   |

| 9 de abril  | Costa Rica        | 3–0 | Jamaica           | Mazatenango Estadio Carlos Salazar Hijo |
|             | Estados Unidos    | 4–1 | Trinidad y Tobago | Mazatenango Estadio Carlos Salazar Hijo |
| 11 de abril | Costa Rica        | 1–1 | Trinidad y Tobago | Mazatenango Estadio Carlos Salazar Hijo |
|             | Jamaica           | 0–1 | Guatemala         | Mazatenango Estadio Carlos Salazar Hijo |
| 13 de abril | Costa Rica        | 1–0 | Estados Unidos    | Mazatenango Estadio Carlos Salazar Hijo |
|             | Trinidad y Tobago | 4–1 | Guatemala         | Mazatenango Estadio Carlos Salazar Hijo |
| 15 de abril | Jamaica           | 1–2 | Estados Unidos    | Mazatenango Estadio Carlos Salazar Hijo |
|             | Guatemala         | 1–4 | Costa Rica        | Mazatenango Estadio Carlos Salazar Hijo |
| 17 de abril | Jamaica           | 0–4 | Trinidad y Tobago | Mazatenango Estadio Carlos Salazar Hijo |
|             | Guatemala         | 0–1 | Estados Unidos    | Mazatenango Estadio Carlos Salazar Hijo |

### Grupo 2
| País                  | J | G | E | P | GF | GC | GD  | Pts |
| --------------------- | - | - | - | - | -- | -- | --- | --- |
| México                | 4 | 3 | 1 | 0 | 17 | 3  | +14 | 7   |
| Cuba                  | 4 | 3 | 0 | 1 | 4  | 3  | +1  | 6   |
| Canadá                | 4 | 1 | 1 | 2 | 6  | 6  | 0   | 3   |
| Bermudas              | 4 | 1 | 1 | 2 | 5  | 8  | –3  | 3   |
| Antillas Neerlandesas | 4 | 0 | 0 | 4 | 1  | 13 | –12 | 0   |

| 10 de abril | Antillas Neerlandesas | 1–2 | Bermudas              | Mazatenango Estadio Carlos Salazar Hijo |
|             | Canadá                | 0–1 | Cuba                  | Mazatenango Estadio Carlos Salazar Hijo |
| 12 de abril | Canadá                | 3–0 | Antillas Neerlandesas | Mazatenango Estadio Carlos Salazar Hijo |
|             | Bermudas              | 1–4 | México                | Mazatenango Estadio Carlos Salazar Hijo |
| 14 de abril | Canadá                | 1–1 | Bermudas              | Mazatenango Estadio Carlos Salazar Hijo |
|             | Cuba                  | 0–2 | México                | Mazatenango Estadio Carlos Salazar Hijo |
| 16 de abril | Antillas Neerlandesas | 0–7 | México                | Mazatenango Estadio Carlos Salazar Hijo |
|             | Cuba                  | 2–1 | Bermudas              | Mazatenango Estadio Carlos Salazar Hijo |
| 18 de abril | Cuba                  | 1–0 | Antillas Neerlandesas | Mazatenango Estadio Carlos Salazar Hijo |
|             | México                | 2-2 | Canadá                | Mazatenango Estadio Carlos Salazar Hijo |

## Fase final
| País           | J | G | E | P | GF | GC | GD | Pts |
| -------------- | - | - | - | - | -- | -- | -- | --- |
| Costa Rica     | 3 | 3 | 0 | 0 | 10 | 2  | +8 | 6   |
| México         | 3 | 2 | 0 | 1 | 4  | 5  | –1 | 4   |
| Estados Unidos | 3 | 1 | 0 | 2 | 4  | 6  | –2 | 2   |
| Cuba           | 3 | 0 | 0 | 3 | 3  | 8  | –5 | 0   |

| 20 de abril | Costa Rica     | 3–1 | Estados Unidos | Mazatenango Estadio Carlos Salazar Hijo |
|             | México         | 2–1 | Cuba           | Mazatenango Estadio Carlos Salazar Hijo |
| 22 de abril | Estados Unidos | 2–1 | Cuba           | Mazatenango Estadio Carlos Salazar Hijo |
|             | Costa Rica     | 3–0 | México         | Mazatenango Estadio Carlos Salazar Hijo |
| 24 de abril | Cuba           | 1-4 | Costa Rica     | Mazatenango Estadio Carlos Salazar Hijo |
|             | México         | 2–1 | Estados Unidos | Mazatenango Estadio Carlos Salazar Hijo |

## Campeón
| Torneo Sub-20 de la Concacaf 1988 |
| --------------------------------- |
| Bandera de Costa Rica             |
| Costa Rica 1º Título              |

## Clasificados al Mundial Sub-20
| - Costa Rica | - Estados Unidos1 |

1- Estados Unidos clasificó tras la descalificación de México por alterar las edades de sus jugadores.